# Bitva o Paříž
Bitva o Paříž byla bitva napoleonských válek. Střetla se v ní vojska napoleonské Francie a šesté koalice. Bitva skončila vítězstvím koalice a kapitulací Paříže.

## Pozadí
V roce 1812 Napoleon vytáhl do Ruska, ale byl donucen odtud utéci a z celé jeho půlmilionové armády s níž své tažení začal, se zachránilo sotva 30 tisíc mužů.
Ruská armáda se nezastavila ani na hranicích své říše a brzy vznikla šestá koalice. Napoleon ji však dokázal porazit u Lützenu Budyšína a Drážďan, ale všechna tato vítězství promarnil a mezi 16.– 19. říjnem 1813 utrpěl porážku u Lipska. Nyní se mohl jen bránit.
Dařilo se mu sice koalici porážet v bitvách, ale jiní francouzští velitelé tak úspěšní nebyli. Napoleon tak musel ustupovat. Koalice tak začátkem ledna 1814 překročila francouzskou hranici a postupovala na Paříž. 28. března se u Paříže objevila armáda koalice. Bitva začala 30. března ráno.

## Pozice a síla armád
Koalice obsadila severovýchodní čtvrtkruh od Paříže ohraničený na severu městečkem Saint-Denis a na východě Vincenneským lesíkem. Levé křídlo koaliční armády tvořilo 30 000 Würtemberčanů a Rakušanů vedených würtemberským korunním princem Vilémem. Střed 50 000 Rusů jimž velel Barclay de Tolly. Pravé křídlo tvořilo 90 000 příslušníků slezské armády, jimž velel maršál Blücher.
Samotná obrana Paříže byla svěřena do rukou Josefa Bonaparta, bratra císaře Napoleona, ale francouzské armádě veleli maršál Mortier a maršál Marmont.
Mortier stál v čele 12 000 mužů na severu, kde měl za zády pahorek Montmartre a předměstí La Villette a La Chapelle. Marmont velel 11 000 mužů a stál na severovýchodě, v sektoru Vincennes-Pantin.

## Bitva
Bitva začala Marmontovým útokem na výšiny Romainville, které byly obsazeny Rajevského sborem. Odtud byli Rusové sraženi na Pantin. Barclay de Tolly zahájil protiútok, který donutil Marmonta Romainville vyklidit. Ruský postup byl zastaven kolem desáté na čáře Belleville-Bagnolet. U Mortiera se zatím nebojovalo.
Josef Bonaparte tehdy poslal oběma maršálům lístek v němž jim vzkazoval, že pokud nebudou moci své pozice udržet, jsou zplnomocněni jednat s ruským carem a maršálem Schwarzenbergem, kteří velí koaliční armádě a hned poté utekl z Paříže. Brzy poté zahájil Blücher útok na Mortiera. Kolem půldruhé útočila koalice na celé frontě. Marmont se zuřivě bránil, ale nemohl zastavit postup koaličních sil, které ho tlačily k místu, kde se mělo stavět Pařížské opevnění. Ve tři hodiny obsadili Rusové Belleville a začali Marmonta obkličovat, ten se probil a zaujal postavení za barikádami postavenými v Paříži.
Mortier zatím bránil úspěšně bránil La Chapelle, ale do La Villette se Prusové prodrali, i když odtud pak byli vytlačeni. Hrabě Langeron se dostal až k Montmartru a zaútočil na bránu Clichy, zde však byl zastaven národními gardami, jimž velel maršál Junot.
V půl čtvrté vypadala situace pro obránce beznadějně a Marmont se rozhodl zahájit vyjednávání, o čemž však neinformoval Mortiera, ten se tehdy též rozhodl zahájit vyjednávání. Marmont požadoval od ruského cara příměří, ale ten to odmítl s tím že bude jednat pouze o kapitulaci.
Marmont nakonec souhlasil jednáním a tak boje začaly utichat. Začalo se jednat v hostinci nedaleko brány Pantin. Nakonec se ve dvě hodiny ráno 31. března obě strany dohodly na tom že Mortierovy a Marmontovy jednotky opustí Paříž do sedmé hodiny ranní.

## Následky
Napoleon nyní nemohl ve válce pokračovat a byl donucen k abdikaci. Poté byl poslán na ostrov Elba, z kterého později uprchl a zahájil válku sedmé koalice, ale byl poražen u Waterloo.
Po bitvě u Waterloo byl Napoleon vyhnán na ostrov Svatá Helena, kde roku 1821 zemřel.
Maršál Marmont byl obviňován ze zrady, že vydal Paříž spojencům (údajně bez boje), a slovo „Raguser“ (podle Ragusa, viz Marmontův titul „vévoda z Ragusy“), se stalo ve Francii synonymem pro zrádce.